# Sture Öberg
Sture Öberg, född 1942, är en svensk kulturgeograf och ämbetsman.
Öberg disputerade 1976 vid Lunds universitet. Han var verksam vid Expertgruppen för forskning om regional utveckling (ERU) som dess sekreterare från 1980 och blev 1985 professor i kulturgeografi vid Uppsala universitet. Han var generaldirektör för Institutet för tillväxtpolitiska studier (ITPS) från 2001 till sin pensionering 1 oktober 2007.